# Like Toy Soldiers
Like Toy Soldiers (englisch für „Wie Spielzeugsoldaten“) ist ein Lied des US-amerikanischen Rappers Eminem. Der Song ist die vierte Singleauskopplung seines fünften Studioalbums Encore und wurde am 25. Januar 2005 veröffentlicht. Außerdem ist das Lied auf Eminems Best-of-Album Curtain Call: The Hits enthalten.

## Inhalt
Like Toy Soldiers handelt von Auseinandersetzungen zwischen Eminem und anderen Rappern, wie Ray Benzino und der Murder Inc. Weiter wird ein Beef seines Mentors Dr. Dre erwähnt: Eminem rappt „I went through my whole career without ever mentionin’…“ (zu deutsch: „In meiner ganzen Karriere habe ich niemals … erwähnt“). Der Name jener Person bleibt unausgesprochen, vermutlich soll diese Passage aber eine Anspielung auf Suge Knight sein, mit dem Dr. Dre seit längerer Zeit Streit hatte. Eminem sagt auch, dass er sich aus diesem Beef rausgehalten habe, weil Dre ihn darum gebeten habe.
Anfang der zweiten Strophe meint Eminem, dass es eine Zeit gab, in der man Rappen konnte, ohne befürchten zu müssen, dass einer von seinen Leuten stirbt. Aber die Sache sei eskaliert, weil jemand die Kinder anderer Künstler ins Spiel gebracht habe. Dabei spricht er von einem Song des Rappers Ja Rule, in dem dieser Eminems Tochter erwähnt (er fragt, was aus seiner Tochter werden wird und bezieht sich dabei auf die Aussagen von Eminem, seine Mutter Debbie sei drogenabhängig und seine Exfrau Kim eine Schlampe). Schon in der ersten Strophe von Like Toy Soldiers rappt Eminem: „There’s a certain line, you just don’t cross and he crossed it, I heard him say Hailie’s name on a song and I just lost it“ (zu deutsch: „Es gibt eine Grenze, die man nicht überschreitet, und er hat es getan. Ich habe gehört wie er Hailies Namen in einem Song benutzte und ich bin einfach ausgerastet.“) Am Ende sagt Eminem, er wolle nicht aufgeben, sondern nur Größe zeigen, denn wenn die anderen Ruhe geben könnten, könne er das auch. Allerdings meint er auch, dass er und seine Freunde, wie 50 Cent und Dr. Dre, den Beef gewonnen hätten.

## Produktion und Samples
Eminem produzierte den Beat des Liedes selbst und verwendete für den Refrain ein Sample des Songs Toy Soldiers der Sängerin Martika sowie Elemente des Stücks The Hot Rock – Main Title von Quincy Jones. Der Track wurde im 54Sound-Studio in Detroit aufgenommen.

## Musikvideo
Das Video zu Like Toy Soldiers wurde von The Saline Project gedreht.
Es beginnt mit zwei Jungen, die ein Buch mit dem Titel Toy Soldiers aufschlagen, das den Text des Liedes enthält. Außerdem enthält es ein Bild, das Eminem im Gang eines Krankenhauses zeigt. Eminem und die anderen D12-Mitglieder warten verzweifelt, während Ärzte versuchen das Leben des im Video angeschossenen Proof zu retten. Außerdem werden Szenen gezeigt, in denen Eminem in einer dunklen Gasse rappt, sowie Zeitungs- und Fernseh-Meldungen zu den im Lied erwähnten Konflikten zwischen verschiedenen Rappern. Schließlich sieht man, wie Proof aus einem fahrenden Auto heraus angeschossen wurde und kurz darauf müssen die Ärzte die Rettungsmaßnahmen aufgeben. Am Ende sieht man die Beerdigung, auf dem ein Kinderchor den Refrain singt.
Neben Eminem, Proof und den anderen D12-Mitgliedern treten im Video auch Dr. Dre, 50 Cent und Obie Trice auf. Am Ende sieht man außerdem Bilder der erschossenen Rapper Tupac, The Notorious B.I.G., Big L und des ehemaligen D12-Mitglieds Bugz.
Tragischerweise wurde Proof, der im Video durch Schüsse tödlich verletzt wird, am 11. April 2006 tatsächlich erschossen.

## Single

### Covergestaltung
Das Singlecover zeigt einen umgefallenen Spielzeugsoldat, der in einem Tropfen Blut liegt. Der Hintergrund ist weiß gehalten und im oberen Teil des Bildes stehen die Schriftzüge Eminem und Like Toy Soldiers.

### Chartplatzierungen
Like Toy Soldiers stieg am 7. Februar 2005 auf Platz 8 in die deutschen Charts ein und hielt sich in der nächsten Woche auf selbigem, bevor der Song auf Rang 9 fiel. Insgesamt hielt sich das Lied zwölf Wochen in den Top 100. Am erfolgreichsten war der Song in Großbritannien, wo er die Spitze der Charts erreichte.
| ChartsChartplatzierungen       | Höchstplatzierung | Wochen |
| ------------------------------ | ----------------- | ------ |
| Deutschland (GfK)              | 8 (12 Wo.)        | 12     |
| Österreich (Ö3)                | 8 (14 Wo.)        | 14     |
| Schweiz (IFPI)                 | 3 (15 Wo.)        | 15     |
| Vereinigte Staaten (Billboard) | 34 (11 Wo.)       | 11     |
| Vereinigtes Königreich (OCC)   | 1 (15 Wo.)        | 15     |

| ChartsJahrescharts (2005)    | Platzierung |
| ---------------------------- | ----------- |
| Deutschland (GfK)            | 74          |
| Österreich (Ö3)              | 61          |
| Schweiz (IFPI)               | 51          |
| Vereinigtes Königreich (OCC) | 45          |

### Auszeichnungen für Musikverkäufe
Im Jahr 2018 wurde Like Toy Soldiers für mehr als drei Millionen Verkäufe in den Vereinigten Staaten mit einer dreifachen Platin-Schallplatte ausgezeichnet. 2023 erhielt es für über 150.000 verkaufte Einheiten in Deutschland eine Goldene Schallplatte.

| Land/Region                  | Auszeichnungen für Musikverkäufe (Land/Region, Auszeichnung, Verkäufe) | Verkäufe  |
| ---------------------------- | ---------------------------------------------------------------------- | --------- |
| Australien (ARIA)            | 4× Platin                                                              | 280.000   |
| Brasilien (PMB)              | Gold                                                                   | 30.000    |
| Dänemark (IFPI)              | Gold                                                                   | 45.000    |
| Deutschland (BVMI)           | Gold                                                                   | 150.000   |
| Neuseeland (RMNZ)            | Platin                                                                 | 30.000    |
| Vereinigte Staaten (RIAA)    | 3× Platin                                                              | 3.000.000 |
| Vereinigtes Königreich (BPI) | Platin                                                                 | 600.000   |
| Insgesamt                    | 4× Gold · 9× Platin ·                                                  | 4.135.000 |

Hauptartikel: Eminem/Auszeichnungen für Musikverkäufe